# Luchac
Luchac (en francès Luchapt) és un municipi francès situat al departament de la Viena i a la regió de la Nova Aquitània. L'any 2007 tenia 311 habitants.

## Demografia

### Població
El 2007 la població de fet de Luchapt era de 311 persones. Hi havia 136 famílies de les quals 56 eren unipersonals (20 homes vivint sols i 36 dones vivint soles), 44 parelles sense fills, 32 parelles amb fills i 4 famílies monoparentals amb fills.
La població ha evolucionat segons el següent gràfic:
Habitants censats

### Habitatges
El 2007 hi havia 209 habitatges, 143 eren l'habitatge principal de la família, 36 eren segones residències i 29 estaven desocupats. 204 eren cases i 5 eren apartaments. Dels 143 habitatges principals, 116 estaven ocupats pels seus propietaris, 24 estaven llogats i ocupats pels llogaters i 3 estaven cedits a títol gratuït; 1 tenia una cambra, 16 en tenien dues, 21 en tenien tres, 39 en tenien quatre i 66 en tenien cinc o més. 94 habitatges disposaven pel capbaix d'una plaça de pàrquing. A 92 habitatges hi havia un automòbil i a 34 n'hi havia dos o més.

### Piràmide de població
La piràmide de població per edats i sexe el 2009 era:
| Homes | Edats   | Dones |
| ----- | ------- | ----- |
| 0     | 95 o +  | 0     |
| 4     | 90 a 94 | 0     |
| 4     | 85 a 89 | 8     |
| 0     | 80 a 84 | 8     |
| 12    | 75 a 79 | 8     |
| 20    | 70 a 74 | 20    |
| 12    | 65 a 69 | 20    |
| 12    | 60 a 64 | 0     |
| 4     | 55 a 59 | 0     |
| 12    | 50 a 54 | 16    |
| 12    | 45 a 49 | 16    |
| 8     | 40 a 44 | 12    |
| 16    | 35 a 39 | 0     |
| 0     | 30 a 34 | 0     |
| 8     | 25 a 29 | 8     |
| 12    | 20 a 24 | 4     |
| 4     | 15 a 19 | 8     |
| 4     | 10 a 14 | 0     |
| 0     | 5 a 9   | 4     |
| 4     | 0 a 4   | 8     |

## Economia
El 2007 la població en edat de treballar era de 189 persones, 118 eren actives i 71 eren inactives. De les 118 persones actives 112 estaven ocupades (65 homes i 47 dones) i 6 estaven aturades (3 homes i 3 dones). De les 71 persones inactives 34 estaven jubilades, 17 estaven estudiant i 20 estaven classificades com a «altres inactius».

### Ingressos
El 2009 a Luchapt hi havia 132 unitats fiscals que integraven 270 persones, la mediana anual d'ingressos fiscals per persona era de 11.228 €.

### Activitats econòmiques
Dels 10 establiments que hi havia el 2007, 2 eren d'empreses alimentàries, 1 d'una empresa de fabricació de material elèctric, 2 d'empreses de construcció, 1 d'una empresa de transport, 1 d'una empresa d'hostatgeria i restauració, 2 d'empreses de serveis i 1 d'una empresa classificada com a «altres activitats de serveis».
Dels 2 establiments de servei als particulars que hi havia el 2009, 1 era un guixaire pintor i 1 electricista.
L'únic establiment comercial que hi havia el 2009 era una fleca.
L'any 2000 a Luchapt hi havia 31 explotacions agrícoles que ocupaven un total de 2.300 hectàrees.

## Poblacions més properes
El següent diagrama mostra les poblacions més properes.